# Opel Omega
Opel Omega a fost o limuzină de clasă mare proiectată și produsă de producătorul german Opel între 1986 și 2003. Înlocuind modelul Opel Rekord, Opel Omega a fost aleasă Mașina anului în Europa în 1987. La fel ca și Rekord, Omega a fost produs în Rüsselsheim, Germania. Au existat două generații ale acestui model, mai târziu făcându-și debutul Omega B în 1993.
Omega A, a fost vândut ca sedan și ca estate (Caravan).
În Regatul Unit, Germania și Italia, Omega a fost folosit atât ca mașină de poliție, cât și ca vehicul securizat pentru transportul politicienilor . Omega a fost de asemenea transformat deseori în limuzină și dric.
Producția de Omega s-a oprit în 2003. Deocamdată nu există înlocuitor direct pentru el.

## Omega A

### Dezvoltarea
Omega a intrat in productie in Septembrie 1986, ca inlocuitor pentru Opel Rekord, care se afla in productie din 1978. Iar vanzarile au inceput in Noiembrie. Caroseria a fost proiectata ca o evolutie fata de modelul anterior, avand o forma mult mai aerodinamica, astfel marind eficienta consumului de carburant. Rezultatul a fost un coeficinet aerodinamic de 0.28 (0.32 pentru Caravan). Intregul program de, dezvoltare a costat peste doua miliarde de marci germane.
A fost aleasa Mașina anului în Europa in 1987.
In comparatie cu Rekord, Omega a avut multe dispozitive electronice cu o tehnologie moderna, care insa nu erau noi pentru Opel la acea vreme. Acestea includeau sistem de monitorizare electronic pentru motor, ABS, computer de bord, torpedou cu aer conditionat, chiar si instrumente LCD. Mai important de atat, Omega a venit cu un sistem de diagnoza propriu (in zilele noastre acest sistem este standart la toate masinile), care putea fi citit corespunzator numai cu ajutorul unor echiamente autorizate din service.

### Motorizari

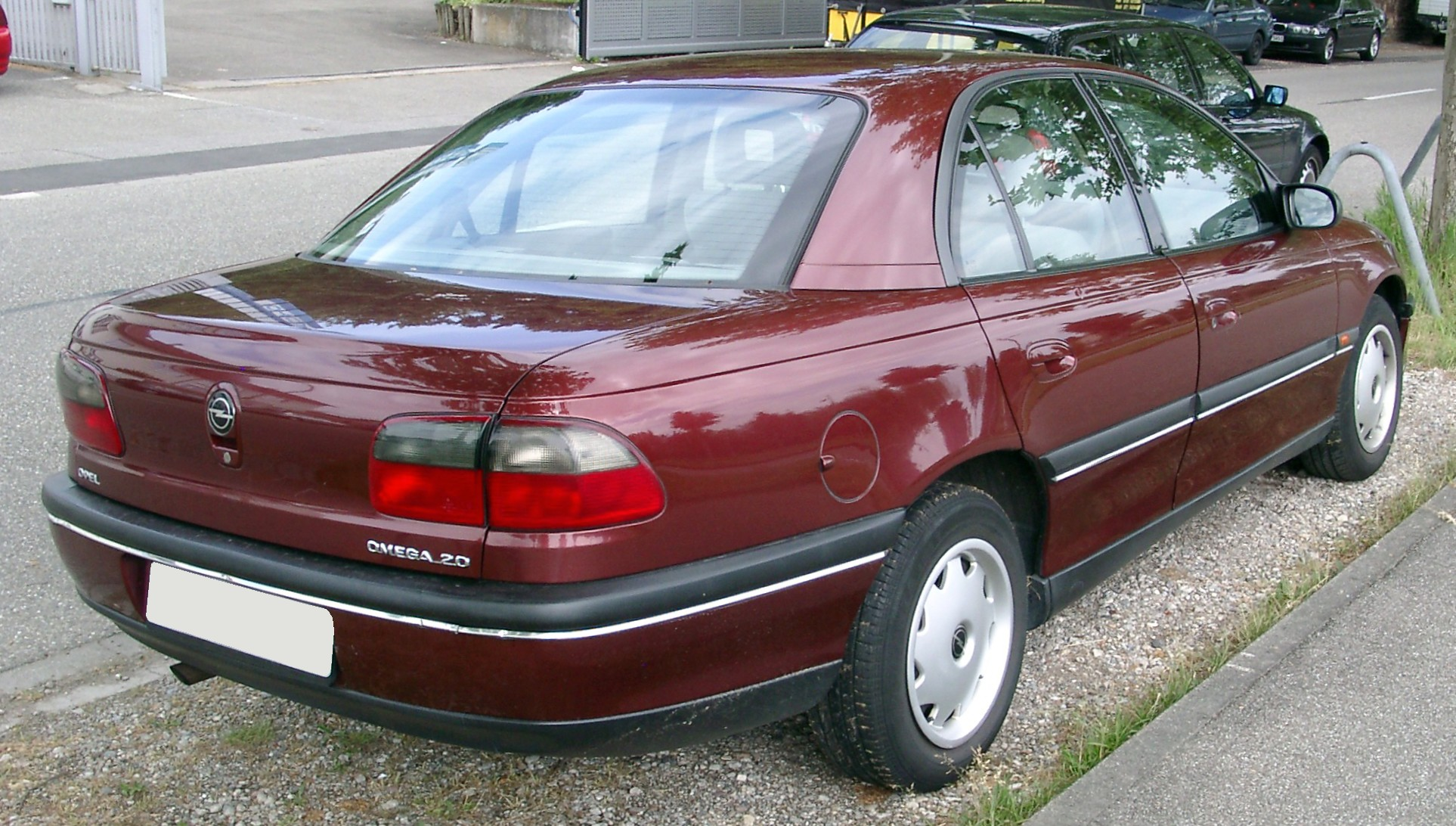
Opel Omega B - rear

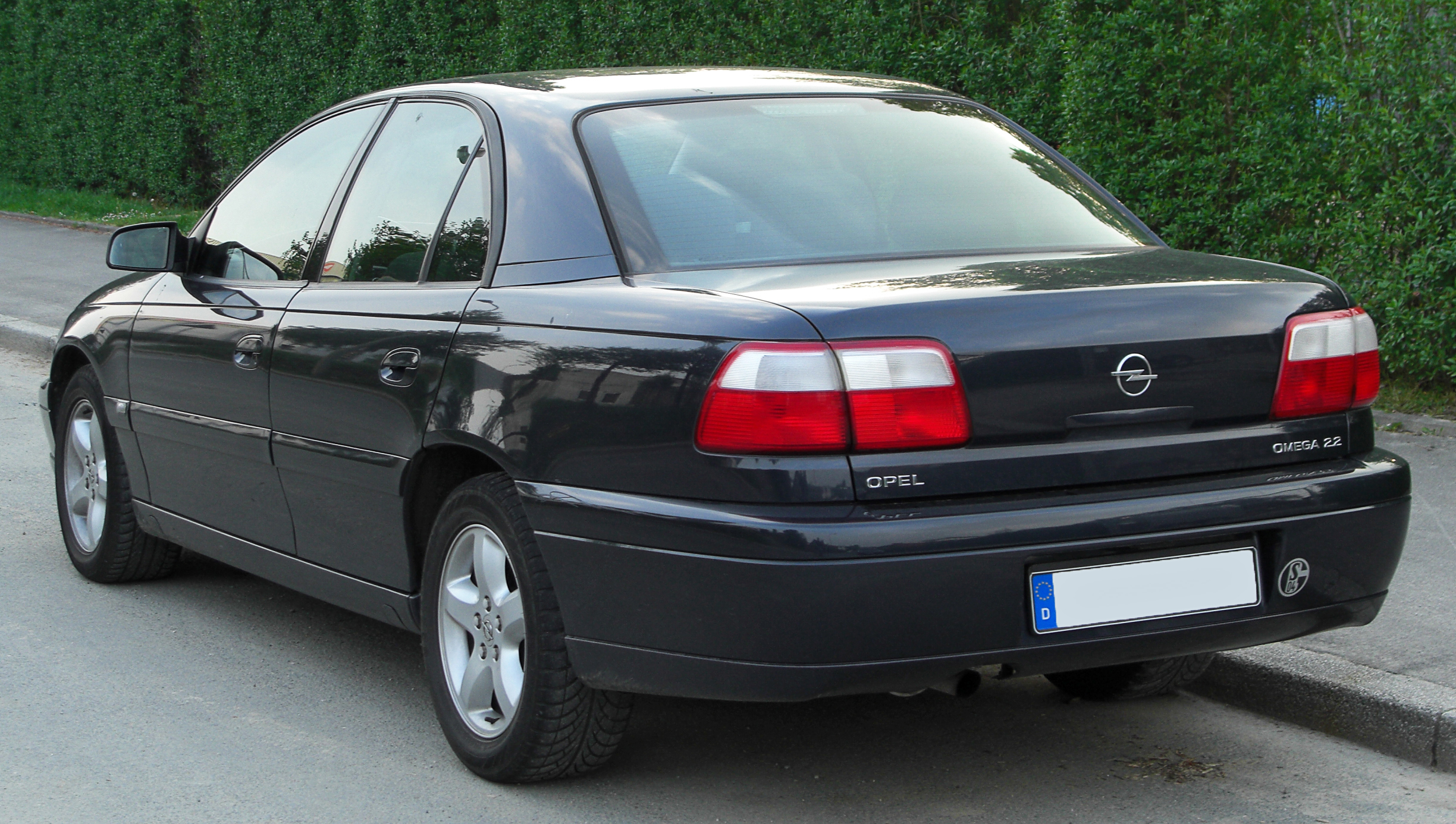
Opel Omega B2 - rear

Toate modelele Opel Omega au folosit motoare montate longitudinal, avand tractiunea pe spate, si o transmisie cu cinci trepte pentru cutie de viteze manuala si patru trepte pentru cutie de vitezze automata.
In Brazilia, masina a fost vanduta ca Chevrolet Omega, fiind propulsata de niste motoare de Opel de 2.0L si 3.0L, pana in 1994. De la finalizarea productiei de Omega A in Germania, General Motors Brasilia a avut nevoie de niste motoare noi pentru productie. Motorul de 2.0L a fost schimbat cu unul de 2.2L (116 PS), iar cel de 3.0L a fost schimbat cu unul de 4.1L (168PS), care a fost modificat de catre Lotus si echipat cu sistem de injectie multiport. Chevrolet Omega a fost produs pana in 1998.
| Benzina            |            |        |        |                                    |
| Motor              | Cilindri   | Putere | Torque | Ani de productie                   |
| 18NV 1.8i 8V       | 4 in linie | 83 PS  | 135 Nm | 1986-1987                          |
| 18SV 1.8           | 4 in linie | 90 PS  | 148 Nm | 1986-1987                          |
| E18NVR 1.8S        | 4 in linie | 88 PS  | 143 Nm | 1987-1990                          |
| 18SEH 1.8i         | 4 in linie | 115 PS | 160 Nm | 1986-1992                          |
| C20NEJ 2.0i        | 4 in linie | 99 PS  | 170 Nm | 1990-1993                          |
| C20NEF 2.0i        | 4 in linie | 100 PS | 158 Nm |                                    |
| C20NE 2.0i         | 4 in linie | 115 PS | 170 Nm | 1986-1993                          |
| 20SE 2.0i          | 4 in linie | 122 PS | 175 Nm | 1986-1987                          |
| C24NE 2.4i         | 4 in linie | 125 PS | 195 Nm | 1988-1993                          |
| C26NE 2.6i         | 6 in linie | 150 PS | 220 Nm | 1990-1993                          |
| C30LE 3.0i         | 6 in linie | 156 PS | 230 Nm | 1986-1988                          |
| 30NE 3.0i 12V GSI  | 6 in linie | 177 PS | 240 Nm | 1986-1990                          |
| C30NE 3.0i         | 6 in linie | 177 PS | 240 Nm | 1990-1993                          |
| C30SEJ 3.0i 24V    | 6 in linie | 200 PS | 265 Nm | 1990-1993 (Omega estate)           |
| C30SE 3000 24V GSI | 6 in linie | 204 PS | 270 Nm | 1989-1993 (Omega 3000)             |
| C30XEI 3.0 Evo 500 | 6 in linie | 230 PS | 280 Nm | 1991-1993 (Irmscher Omega Evo 500) |
| C36NE 3.6i 12V     | 6 in linie | 198 PS |        | (Irmscher)                         |
| C36NEI 3.6i 12V    | 6 in linie | 201 PS |        | (Irmscher)                         |
| C40SE 4.0i 24V     | 6 in linie | 272 PS | 395 Nm | Productie 1991-1992 (Irmscher)     |
| C36GET 3.6i 24V    | 6 in linie | 377 PS | 580 Nm | Productie 1991-1992 (Omega Lotus)  |
| Diesel             |            |        |        |                                    |
| Motor              | Cilindri   | Putere | Torque | Ani de productie                   |
| 23YD 2.3 D         | 4 in linie | 73 PS  | 138    | 1986-1993                          |
| 23YDT 2.3 TD       | 4 in linie | 90 PS  | 190 Nm | 1986-1988                          |
| 23DTR 2.3 TD       | 4 in linie | 101 PS | 218 Nm | 1988-1993                          |

### Editii speciale si nivele de echipare
Cele patru modele de baza au fost: LS, GL, GLS. Varianta LS a fost destinata pentru flota de piata, avand varianta sedan indisponibila pentru clienti individuali. LS Caravan a fost de asemenea disponibil cu niste foli in culoarea caroseriei pe geamurile din spate, sau chiar cu niste panouri solide.
Pentru anul 1991, modelului Omega A, i-sa făcut un facelift, care a inclus niste modificari usoare la spoilerele de pe fata si de pe spate, s-au mai schimbat materialele din care era făcut interiorul si sistemul de sunet. Modelele LS si GLS au fost desfiintate.
Omega Diamant
Acesta optiune a fost inclusa in 1988 si a putut fi adaugata si pe modelele GLS, LS si CD. Optiunea includea jante din aliaj, vopsea metalica, tenta de culaore pentru geamuri, stereo cu cassette player, mai multe modele de piele pentru interior, si vopsea pentru oglinzile din usi. Aceasta optiune s-a vandut bine, fiind tinuta si dupa facelift o optiune cu nume similar a fost folosita si pentru Omega B.

#### Omega 3000
Omega 3000 a fost versiunea sport a modelului Omega. Avand un motor cu 6 cilindri in linie, 3.0 litri, 12 valve, care producea 156 si mai apoi 177 de CP, tot 12 valve denumit GSI. Alte modificari au fost: o garda mai mica la sol, diferential limitat, spoilerele de pe fata si de pe spate schimbate. Masina avea o viteza maxima de 222 km/h, si accelera de la 0–100 km/h in 8.8 secunde.
In 1989, Omega 3000 a fost dotat si cu un nou propulsor devenind Omega 3000 24V GSI. Motorul avea acum 24 de valve, distributie dubla, si sistemul Dual Ram. De asemenea folosea o unitate mai performanta de control pentru motor. Puterea crescand la 204 CP, care a marit viteza maxima la 245 km/h, si scazand timpul de acceleratie de la 0–100;km/h la 7.6 secunde.

#### Omega Evolution 500

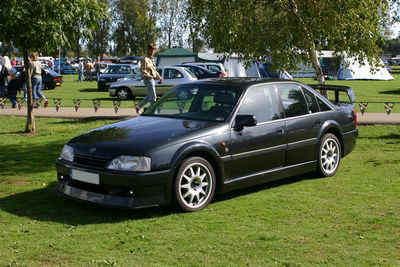
Opel Omega Evo 500

Opel Omega Evo 500 a fost o editie limitata construita impreuna cu Irmscher. Masina a avut un motor de 3 litri cu 6 cilindri in linie , producand 230 PS. Masina accelera de la 0–100 km/h in 7.5 secunde si avea o viteza maxima de 249 km/h. Varianta pentru curse folosita pe pista avea initial 385 PS, accelerand de la 0–100 km/h in aproximativ 5 secunde, si putea atinge aproape 300 km/h.Ultima varianta evolutiva dispunea de un motor cu 510 PS si atingea o viteza maxima de 320km/h. Nu a avut un succes foarte mare ,  fiind si o victima a regulamentului din DTM-ul acelor ani.

#### Omega Lotus

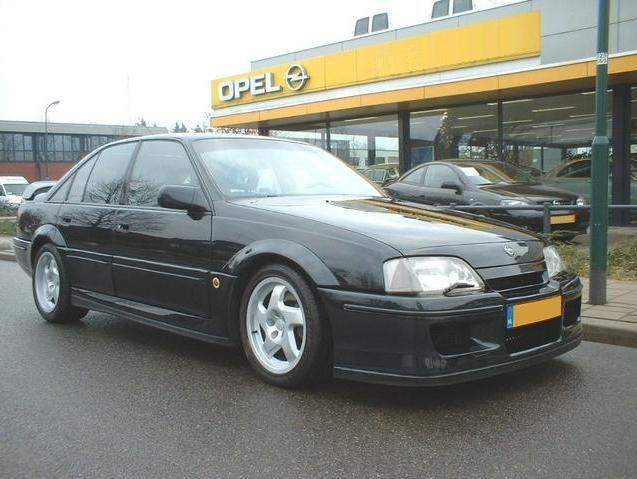
Opel Omega with Lotus Engine

In 1989, un model de performante a fost construit in colaborare cu Lotus. Masina a fost numita Omega Lotus. In cosntructia acestiu model s-a folosit o mare varietate de piese de la alti producatori auto din grupul GM. Motorul original fiind unul de 3 litri cu 24 de valve, care a fost dus la Lotus pentru modificari. Lotus a adaptat o distributie mai mare, dand motorului un total de 3,6 litri. Doua turbine Garrett T25 au fost instalate. Rezultatu a fost o performanta de 382 PS. Omega a primit de asemenea un diferential mai mare de la Holden, cutia de viteze a fost schimbata cu una ZF de la Corvette ZR1. Cauciucurile erau facute la comanda de catre Goodyear si puteau fi recunoscute dupa litera greceasca Ω (Omega) care era imprimata in lateral. Aceasta masina putea atinge viteze intre 280 si 300 km/h. Aceasta performanta nu era ceva popular la acea vreme, aproape toti producatori germani incepuse, sa monteze pe masinile lor limitatoare de viteza la 250 km/h. Cu masa de 1,663 kg masina accelera de la 0 la 100 km/h in 5.3 secunde.

## Omega B
Omega B a fost un model complet nou, exteriorul avan un desing mai modern, dar care pastra clasica trectiune pe spate. De asemenea motorizarile erau complet noi.

### Motorizari
| Benzina            |                     |        |        |                  |
| Motor              | Cilindri            | Putere | Torque | Ani de productie |
| X20SE 2.0i 8V      | 4 cilindri in linie | 116 PS | 172 Nm | 1994-1999        |
| X20XEV 2.0i 16V    | 4 cilindri in linie | 136 PS | 185 Nm | 1994-1999        |
| X25XE 2.5i 24V     | V6                  | 170 PS | 227 Nm | 1994-2000        |
| X30XE 3.0i 24V     | V6                  | 211 PS | 270 Nm | 1994-2000        |
| Diesel             |                     |        |        |                  |
| Motor              | Cilindri            | Putere | Torque | Ani de productie |
| X20DTH 2.0 DTI 16V | 4 cilindri in linie | 101 PS | 205 Nm | 1998-2000        |
| 25TD 2.5 TD        | 6 cilindri in linie | 132 PS |        | 1994-2000        |
| X25TD 2.5 TD       | 6 cilindri in linie | 133 PS |        | 1996-2000        |

### Facelift (Omega B2)
Omega B FL a inlocuit modelul anterior in toamna anului 1999. Nu au avut loc niste modificari semnificative in modelul caroseriei, dar multe detalii au fost revizuite.
Modificari in exterior:
- capota (grila era acum atasata de capota)
- stopurile
- oglinzile laterale
- nu nou design pentru jantele de aliaj

Modificari in interior:
- consola centrala a fost schimbata
- ESP
- GPS

### Motorizari
Odata cu modificarea aspectului, s-au introdus noi motoare de 2.2 L 16-valve, care inlocuia motorul de 2.0 L.
In anul urmator, motorul de 3.2 L V6 a inlocuit motorul de 3.0 L V6 , iar motorul  de 2.6 L V6 a inlocuit motorul de 2.5 L V6 . In 2001 s-a introdus o noua serie de motoare diesel de 2.5 DTI de la BMW, cu sistemul "Common Rail" .
| Benzina            |                     |          |           |                  |
| Motor              | Cilindri            | Putere   | Torque    | Ani de productie |
| X20XEV 2.0i 16V    | 4 cilindri in linie | 136 PS   | 185 Nm    | 1994-1999        |
| Y22XEV 2.2i 16V    | 4 cilindri in linie | ]145 PS] |           | 2000             |
| Z22XEV 2.2i 16V    | 4 cilindri in linie | 145 PS   | 2001-2003 |                  |
| X25XE 2.5 24V      | V6                  | 170 PS   | 227 Nm    | 1994-2000        |
| Y26SE 2.6 24V      | V6                  | 180 PS   | 240 Nm    | 2001-2003        |
| X30XE 3.0 24V      | V6                  | 211 PS   | 270 Nm    | 1994-2000        |
| Y32SE 3.2 24V      | V6                  | 218 PS   | 290 Nm    | 2001-2003        |
| Diesel             |                     |          |           |                  |
| Motor              | Cilindri            | Putere   | Torque    | Ani de productie |
| X20DTH 2.0 DTI 16V | 4 cilindri in linie | 100 PS   | 205 Nm    | 1998-2000        |
| Y22DTH 2.2 DTI 16V | 4 cilindri in linie | 120 PS   | 280 Nm    | 2000-2003        |
| X25DT 2.5 TD       | 6 cilindri in linie | 130 PS   | 250 Nm    | 1994-2000        |
| Y25DT 2.5 DTI      | 6 cilindri in linie | 150 PS   | 300 Nm    | 2001-2003        |

### Omega V8
Opel voia sa intre in competitie cu BMW M5 și Mercedes-Benz Clasa E, luand decizia de a pune motorul V8 pe modelul de top Opel Omega. Au fost fabricate prototipe pentru modele sedan si Caravan (echipate cu sisteme multimedia, numinduse V8.com).

### Omega V8.com
Conceptul V8.com a fost proiectat ca un birou mobil, fiind construit pe un model Omega Caravan care a fost alungit cu inca 130mm, pentru a oferi mai mult spatiu pasagerilor si echipamentelor; continand ecrane LCD de 9,5 inchi pentru toti pasageri, acces la internet si sistem de telefonie mobila cu video conferinta, cu camere si microfoane separate, care includeau si optiune hands-free. Modelul era dotat cu faruri cu Xenon, si Advanced Frontlighting System (AFS), sistem de ajustare automata la conditile de drum.
Masina si-a făcut debutul la Frankfurt Motor Show in 1999.

### Omega V8
Opel avea de gand sa doteze modelul de top Omega cu motorulGM LS1 V8 folosit la Chevrolet Corvette.
Spre deosebire de V8.com care a fost folosit ca un concept, acest model ar fi trebuit sa intre in productia de serie.
Omega V8 a fost aratat publicului pentru prima oara la cea de a saptececea editie Geneva Motor Show, 2–12 Martie, 2000. Versiunea V8 ar fi trebuit sa intre pe piata in toamna anului 2000.S-au editat prospecte pentru showroom-uri si au fost si persoane care au precomandat modelul care trebuia sa apara in scurt timp pe piata.
Anularea
Motivul oficial al anularii au fost ingrijorarile cu privire la faptul ca motorul s-ar putea supraincalzi, provocand pagube asupra asfaltului in perioade mai lungi de timp, cu toate ca Holden a echipat Commodore (varianta Opel Omega pentru piata australiana) cu acelasi motor. In realitatea a fost o decizie de marketing , producatorul german fiind condus in perioada aceea  haotic de catre manageri americani care nu prindeau anul urmator in functie.

### Marea Britanie

#### Vauxhall Carlton
Vezi articolul principal: Vauxhall Carlton
In Regatul Unit, Opel Omega A a fost vandut cu numele de Vauxhall Carlton, iar Opel Omega B cu numele de Vauxhall Omega.

### America

#### Chevrolet Omega
Vezi articolul principal: Chevrolet Omega
Omega a fost construit si vandut in Brazilia cu numele de Chevrolet Omega si Suprema (Caravan), acest nume este acum folosit pentru importul de Holden Commodore.

#### Cadillac Catera
Vezi articolul principal: Cadillac Catera
O versiune Omega cu numele de Cadillac Catera a fost vanduta in America de Nord

### Australia

#### Holden Commodore
Vezi articolul principal: Holden Commodore
Holden VN Commodore, Holden VP Commodore, Holden VT Commodore, Holden VX Commodore, Holden VY Commodore si Holden VZ Commodore erau modele derivate din Omega.

### Ultimul Omega
Opel Omega, făcut pentru a fi o mașină de succes, fiind fiabilă și rezistentă, la numai patru ani de la introducerea pe piață a ultimei generații Omega B FL, și 17 ani de la introducerea modelului Omega A, producția acestui model s-a sfârșit fără un succesor. În 25 iunie 2003 ultimul Omega a ieșit din fabrica din Rüsselsheim. A fost un Omega B FL de culoare gri metalizat cu motor de 3.2L V6 cu numărul 797,011.